# 肌研
肌研（日语：ハダラボ）是一系列由日本樂敦製藥所生產的女性用化妝品。

## 历史
肌研是由日本樂敦製藥位於日本京都的「樂敦京都科研村」產業研究實驗室所在2004年配置出來的。產品開發負責人安野利佳子表示，該產品的製作理念為「善待肌膚」。2008年10月時該產品開始銷往臺灣、馬來西亞以及中國。